# José María Obando
José María Ramón Obando del Campo (ur. 8 sierpnia 1795, zm. 29 kwietnia 1861) – kolumbijski polityk. Drugi prezydent Republiki Nowej Granady od 23 listopada 1831 do 10 marca 1832. Kolejny raz funkcję tę pełnił od 1 kwietnia 1853 do 17 kwietnia 1854.

## Życiorys
Na początku lat dwudziestych XIX wieku Obando służył w armii hiszpańskiej walczącej z oddziałami powstańczymi w Ameryce Południowej. Szybko jednak przeszedł na stronę powstańców i przyłączył się do sił Simóna Bolivara, które doprowadziły w 1822 roku do powstania unii Nowej Granady, Ekwadoru i Wenezueli zwanej Wielką Kolumbią. Jednak wkrótce Obando poróżnił się z Bolivarem, zwolennikiem silnego rządu centralnego. W 1831 roku wsparł kierowanych przez Francisco Santandera liberałów, którzy przejęli władzę w Nowej Granadzie (Kolumbii). Nie brakło głosów, że Obando, dążący do usunięcia swoich przeciwników politycznych ponosi też odpowiedzialności za śmierć najbliższego współpracownika Bolivara - Antonio José de Sucre.
W rządzie Nowej Granady Obando pełnił początkowo funkcję prezydenta, następnie ministra wojny. Po objęciu władzy przez konserwatystów w 1838 roku, Obando podjął próbę obalenia rządu José Ignacio Marqueza. Pokonany musiał uchodzić do Peru. 
Po odzyskaniu władzy przez liberałów w 1849 roku, Obando wrócił do kraju. Uzyskał mandat deputowanego do parlamentu, a 1 kwietnia 1853 roku objął stanowisko prezydenta. Doprowadził do proklamowania nowej konstytucji i oddzieleniu Kościoła od państwa. Jednak w następnym roku występujący przeciwko niemu konserwatyści i radykałowie zmusili go do ustąpienia i ponownej emigracji. Po wybuchu w Nowej Granadzie wojny domowej w 1860 roku, Obando powrócił ponownie do kraju i włączył się do walki. Poległ w bitwie pod Sobachoque 29 kwietnia 1861 roku.